# St. Sebastian und Rochus (Weißach)

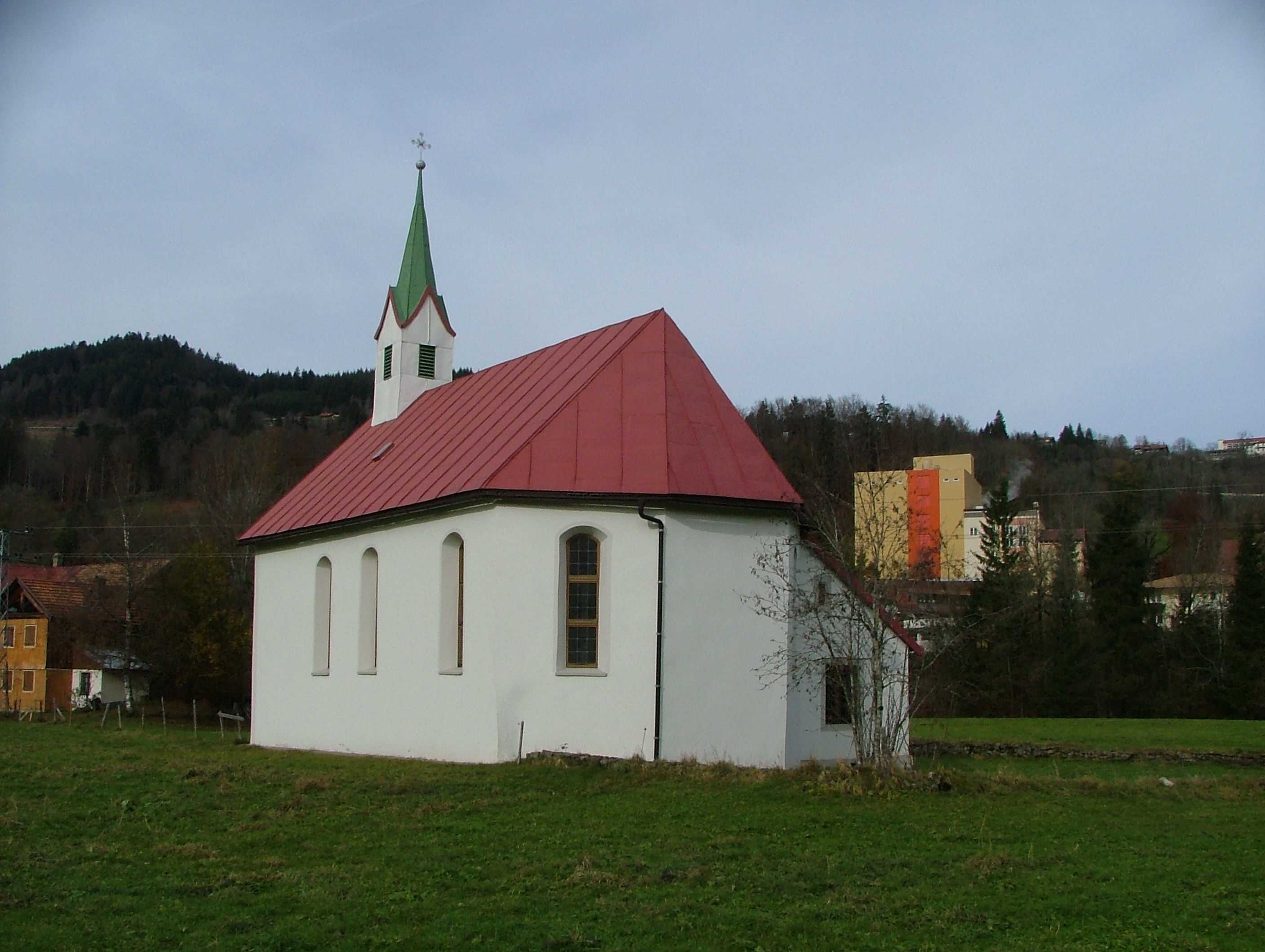
St. Sebastian und Rochus in Weißach

Die römisch-katholische Kapelle St. Sebastian und Rochus steht in Weißach, einem Gemeindeteil des Marktes Oberstaufen im schwäbischen Landkreis Oberallgäu in Bayern. Das Bauwerk ist in der Liste der Baudenkmäler in Oberstaufen als Baudenkmal unter der Nr. D-7-80-132-121 eingetragen.

## Beschreibung
Die Saalkirche wurde um 1630 auf dem Pestfriedhof errichtet. Sie besteht aus einem Langhaus, das im Osten dreiseitig geschlossen ist. 1855/56 wurde das Langhaus nach Westen verlängert und an der Nordwand eine Sakristei angebaut. Aus dem Satteldach des Langhauses erhebt sich im Westen ein quadratischer Dachreiter, der mit einem spitzen Helm bedeckt ist. Der Innenraum ist mit einer Flachdecke überspannt. Die Altarretabel und der Kreuzweg wurden 1855/56 von Ludwig Caspar Weiß gestaltet.